# Exocentrus ciliatissimus
Exocentrus ciliatissimus es una especie de escarabajo longicornio del género Exocentrus, categorizada en la tribu Exocentrini, de la subfamilia Lamiinae. Fue descrita por Gressitt en 1956.

## Descripción
Mide 4,2-6,2 mm de longitud.

## Distribución
Se distribuye por Micronesia.